# Manchester Phoenix
Die Manchester Phoenix waren ein 2003 als Nachfolger der Manchester Storm gegründeter Eishockeyclub der Stadt Manchester in England. Sie spielten bis 2017 in der britischen English Premier Ice Hockey League. Die Spiele wurden bis 2015 im Altrincham Ice Dome ausgetragen, der eine Kapazität von rund 2.000 Plätzen hat.
Mit der Neugründung der Manchester Storm im Jahr 2015 verlor der Klub seine Spielstätte und trug seine Heimspiele in der Folge unter anderem in der Widnes Ice Arena, Deeside Ice Arena in North Wales und der Fylde Coast Ice Arena in Blackpool aus.

## Geschichte
Nachdem 2002 die Mannschaft Manchester Storms zusammengebrochen war, wurde 2003 auf Initiative der Friends of Manchester Ice Hockey ein neues Profi-Eishockeyteam aus der Taufe gehoben. Die Manchester Phoenix waren dann Gründungsmitglied der Elite Ice Hockey League und spielten in der 17.500 Zuschauer fassenden MEN Arena. Da dort die Spiele aber nicht wirtschaftlich ausgetragen werden konnten, wurde der neue Altrincham Ice Dome gebaut und im September 2007 eröffnet. Die Saison 2006/07 wurde im walisischen Deeside ausgetragen. Ab der Saison 2006/07 wurden die Spiele der Phoenix dort ausgetragen.
2009 zog sich Phoenix aus finanziellen Gründen in die zweitklassige English Premier Ice Hockey League (EPL) zurück. Hier konnte man 2011 und 2014 jeweils die Meisterschaft gewinnen. Nach einem Streit mit dem Besitzer des Altrincham Ice Dome zog das Team 2015 erneut nach Deeside um, während im Altrincham Ice Dome die Manchester Storm wieder gegründet wurden. Phoenix entwickelte Pläne für ein neues Eisstadion im Zentrum Manchesters. 2016 ging der Besitzer der Phoenix, die Freezing Point Ltd., in Insolvenz. Der Club wurde jedoch weitergeführt.
Im Januar 2017 stellte der Klub den Spielbetrieb ein.
| Saison  | Liga | Platzierung         |
| ------- | ---- | ------------------- |
| 2003/04 | EIHL | 6.                  |
| 2006/07 | EIHL | 6.                  |
| 2007/08 | EIHL | 7.                  |
| 2008/09 | EIHL | 6.                  |
| 2009/10 | EPL  | 3.                  |
| 2010/11 | EPL  | Meister             |
| 2011/12 | EPL  | 2.                  |
| 2012/13 | EPL  | 3., Play-off-Sieger |
| 2013/14 | EPL  | Meister             |
| 2014/15 | EPL  | 6.                  |

## Bekannte ehemalige Spieler
- Radoslav Hecl (Weltmeister 2002 und fünfmaliger Slowakischer Meister)
- Scott Fankhouser (u. a. 23 Spiele in der NHL für die Atlanta Thrashers)